# Lae Hole
Lae Hole is een bestuurslaag in het regentschap Dairi van de provincie Noord-Sumatra, Indonesië. Lae Hole telt 1961 inwoners (volkstelling 2010).